# Frank Mill
Frank Mill (født 23. juli 1958 i Essen, død 5. august 2025) var en tysk fodboldspiller, der som angriber på det vesttyske landshold var med til at vinde guld ved VM i 1990 i Italien. Han deltog desuden ved EM i 1988 samt ved to OL-turneringer.

## Karriere

### Klubkarriere
På klubplan spillede Mill for de tyske klubber Rot-Weiss Essen, Borussia Mönchengladbach, Borussia Dortmund samt Fortuna Düsseldorf. Han vandt med Dortmund i 1989 den tyske pokalturnering og nåede i 1993 finalen i UEFA Cup (tabte til Juventus F.C.).

### Landshold
Efter to kampe på Vesttysklands U/21-landshold i 1980 fik Mill debut på A-landsholdet i marts 1982. 
Han var med på holdet, der deltog i OL 1984 i Los Angeles. Her  spillede han alle holdets fire kampe, indtil det blev elimineret i turneringen i kvartfinalen af Jugoslavien, og scorede et mål mod Saudi-Arabien.
Han var også med ved OL 1988 i Seoul. Her blev tyskerne nummer to i indledende runde efter Sverige. Derpå blev det til 4-0 over Zambia i kvartfinalen, inden holdet i semifinalen blev besejret af Brasilien efter straffesparkskonkurrence. Brasilien fik senere sølv efter at have tabt finalen til Sovjetunionen, mens Vesttyskland sikrede sig bronze ved at besejre Italien i kampen om tredjepladsen. Mill scorede tre af holdets mål under OL. Med deltagelsen i to OL-turneringer samt kvalifikation hertil har Mill spillet flest OL-relaterede kampe for Tyskland med tyve kampe, hvor han scorede i alt ti mål.
Mill var desuden med i truppen til VM 1990, hvor Vesttyskland blev verdensmestre; Mill opnåede dog ikke spilletid ved slutrunden. Dermed blev opvarmningskampen til slutrunden mod Danmark 30. maj samme år. 
Ud over OL-kampene fik Mill i alt sytten landskampe, uden det lykkedes ham at score.

## Videre karriere
Mill var udlært blomsterbinder i sin mors blomsterbutik. Senere arbejdede han i et containerfirma, inden han i 1998 etablerede et firma, der har organiseret mere end 500 fodboldskoler for børn.